# Hồ Hành Hoa
Hồ Hành Hoa (hay Hồ Hoành Hoa, tiếng Trung giản thể: 胡衡华, bính âm Hán ngữ: Hú Héng Huá, sinh tháng 6 năm 1963, người Hán) là chính trị gia nước Cộng hòa Nhân dân Trung Hoa. Ông là Ủy viên Ủy ban Trung ương Đảng Cộng sản Trung Quốc khóa XX, Ủy viên dự khuyết khóa XIX, hiện là Phó Bí thư Thành ủy, Bí thư Đảng tổ, Thị trưởng Chính phủ Nhân dân thành phố Trùng Khánh. Ông nguyên là Phó Bí thư chuyên chức Tỉnh ủy Thiểm Tây; Thường vụ Tỉnh ủy, Bí thư Thành ủy thành phố Trường Sa, tỉnh Hồ Nam; Bí thư Đảng ủy Cơ quan Giám sát quản lý tài sản nhà nước tỉnh Hồ Nam.
Hồ Hành Hoa là Đảng viên Đảng Cộng sản Trung Quốc, học vị Cử nhân Công nghiệp tự động hóa, Thạc sĩ Quản lý công thương, học hàm Cao cấp công trình sư. Ông có sự nghiệp công tác thời gian dài ở quê nhà Hồ Nam trước khi được điều chuyển công tác lãnh đạo các địa phương khác.

## Xuất thân và giáo dục
Hồ Hành Hoa sinh tháng 6 năm 1963 tại huyện Hành Nam, thuộc địa cấp thị Hành Dương, tỉnh Hồ Nam, Cộng hòa Nhân dân Trung Hoa. Ông lớn lên và tốt nghiệp phổ thông ở quê nhà. Tháng 9 năm 1979, ông tới thủ phủ Tây An, tỉnh Thiểm Tây, trúng tuyển và theo học Học viện Kiến trúc và Luyện kim Tây An (西安冶金建筑学院, nay là Đại học Khoa học kỹ thuật và Kiến trúc Tây An), tốt nghiệp Cử nhân kỹ thuật chuyên ngành Công nghiệp tự động hóa vào tháng 7 năm 1983. Tháng 7 năm 1998, ông theo học cao học tại Học viện Quản lý Công Thương của Đại học Hồ Nam, nhận bằng Thạc sĩ chuyên ngành Quản lý công nghiệp và thương mại. Trong sự nghiệp học tập, nghiên cứu, ông được phong chức danh Cao cấp công trình sư, tương đương học hàm Phó Giáo sư ngành Kinh tế. Tháng 6 năm 1985, ông được kết nạp Đảng Cộng sản Trung Quốc, sau đó, ông theo học lớp bồi dưỡng cán bộ trẻ và trung niên lần thứ 24 của Trường Đảng Trung ương Đảng Cộng sản Trung Quốc từ tháng 3 đến tháng 7 năm 2008.

## Sự nghiệp

### Các giai đoạn

#### Thời kỳ đầu
Tháng 7 năm 1983, sau khi tốt nghiệp đại học, Hồ Hành Hoa bắt đầu sự nghiệp của mình khi trở về quê nhà Hồ Nam, được nhận vào làm Kỹ thuật viên của Xưởng sản xuất ống thép số 100 của Nhà máy Ống thép huyện Hành Nam. Ông là Kỹ thuật viên giai đoạn 1983–90, lần lượt là Phó Công đoàn trưởng rồi Công đoàn trưởng Xưởng 100. Tháng 12 năm 1990, ông được bổ nhiệm làm Phó Chủ nhiệm Xưởng 100, sau đó điều sang làm Phó Chủ nhiệm Xưởng thép số 76 huyện Hành Nam, thăng chức làm Xưởng trưởng Xưởng thép Hành Nam số 108 vào tháng 6 năm 1996. Tháng 12 cùng năm, ông là Trợ lý Xưởng trưởng Nhà máy thép Hành Nam, Chủ nhiệm Xưởng Đúc và Cán thép rồi Phó Xưởng trưởng Nhà máy thép Hành Nam từ tháng 11 năm 1997. Năm 1998, Nhà máy thép Hành Nam được tái cơ cấu, chuyển thành doanh nghiệp nhà nước là công ty trách nhiệm hữu hạn, ông được điều chuyển sang làm Phó Tổng Giám đốc Tập đoàn Thép Hành Nam. Sau đó, ông tiếp tục là Giám đốc điều hành, Tổng Giám đốc của tập đoàn này từ tháng 8 năm 1999.
Tháng 7 năm 2005, Hồ Hành Hoa được điều về khối cơ quan địa phương sau hơn 20 năm công tác ở khối nhà máy, doanh nghiệp, nhậm chức Bí thư Đảng tổ, Chủ nhiệm Ủy ban Kinh tế tỉnh Hồ Nam, cấp chính sảnh, địa. Tháng 3 năm 2008, ông được điều tới Ích Dương, nhậm chức Phó Bí thư Thị ủy, Quyền Thị trưởng Chính phủ Nhân dân địa cấp thị Ích Dương, là Thị trưởng chính thức tháng 1 năm 2009. Tháng 1 năm 2011, ông được bổ nhiệm làm Bí thư Đảng tổ, Chủ nhiệm Ủy ban Cải cách và Phát triển tỉnh Hồ Nam. Sau đó, tháng 2 năm 2013, ông nhậm chức Phó Bí thư Thành ủy Trường Sa, Quyền Thị trưởng thủ phủ Trường Sa của Hồ Nam, chính thức từ tháng 1 năm 2014, kiêm nhiệm Bí thư Đảng ủy Tân khu Tương Giang Hồ Nam từ tháng 11 năm 2015.

#### Lãnh đạo cấp tỉnh
Tháng 11 năm 2016, Hồ Hành Hoa được bầu vào Ban Thường vụ Tỉnh ủy Hồ Nam, Bí thư Đảng ủy Cơ quan Giám sát quản lý tài sản nhà nước thuộc Chính phủ Nhân dân Hồ Nam,  cấp phó tỉnh, bộ. Tháng 7 năm 2017, ông trở lại Trường Sa, nhậm chức Bí thư Thành ủy Trường Sa kiêm Bí thư thứ nhất Đảng ủy Khu Cảnh bị Trường Sa. Tháng 10 năm 2017, ông tham gia đại hội đại biểu toàn quốc, được bầu là Ủy viên dự khuyết Ủy ban Trung ương Đảng Cộng sản Trung Quốc khóa XIX tại Đại hội Đảng Cộng sản Trung Quốc lần thứ 19. Tháng 10 năm 2020, Bộ Tổ chức, Ban Bí thư Trung ương Đảng điều ông tới tỉnh Thiểm Tây, vào Ban Thường vụ Tỉnh ủy, nhậm chức Phó Bí thư chuyên chức Tỉnh ủy Thiểm Tây. Ông công tác giai đoạn luân chuyển ngắn ở Thiểm Tây sau hơn 35 năm sự nghiệp ở quê nhà Hồ Nam.

### Trùng Khánh
Tháng 12 năm 2021, Ban Bí thư Trung ương Đảng quyết định điều chuyển Hồ Hành Hoa tới thành phố Trùng Khánh, vào Ban Thường vụ Thành ủy, nhậm chức Phó Bí thư Thành ủy, Bí thư Đảng tổ Chính phủ Nhân dân Trùng Khánh. Vào ngày 30 tháng 12, tại phiên họp thứ 30 của Ủy ban thường vụ Nhân Đại Trùng Khánh khóa V, quyết định miễn nhiệm Đường Lương Trí, ông được bổ nhiệm làm Phó Thị trưởng, Quyền Thị trưởng Trùng Khánh, bắt đầu lãnh đạo thành phố, phối hợp với Bí thư Thành ủy Trần Mẫn Nhĩ. Ngày 21 tháng 1 năm 2022, ông chính thức được Nhân Đại Trùng Khánh bầu làm Thị trưởng thành phố. Cuối năm 2022, ông tham gia Đại hội Đảng Cộng sản Trung Quốc lần thứ XX từ đoàn đại biểu Trùng Khánh. Trong quá trình bầu cử tại đại hội, ông được bầu là Ủy viên Ủy ban Trung ương Đảng Cộng sản Trung Quốc khóa XX.

## Giải thưởng
Trong sự nghiệp của mình, Hồ Hành Hoa đã nhận được các phần thưởng như:
- Ba (3) lần đạt danh hiệu Đảng viên xuất sắc của địa cấp thị Hành Dương và Công nhân kiểu mẫu Hành Dương;
- Huân chương Lao động Toàn quốc 1 tháng 5, 2003;
- Hai (2) bằng khen Công dân kiểu mẫu tỉnh Hồ Nam;
- Giải thưởng 1 trong 10 nhân vật kinh tế tiêu biểu tỉnh Hồ Nam, 2004;